# 31575 Nikhilmurthy
31575 Nikhilmurthy este un asteroid din centura principală de asteroizi.

## Descriere
31575 Nikhilmurthy este un asteroid din centura principală de asteroizi. A fost descoperit pe 19 martie 1999 la Socorro, New Mexico, în cadrul proiectului LINEAR. Asteroidul prezintă o orbită caracterizată de o semiaxă mare de 2,29 ua, o excentricitate de 0,07 și o înclinație de 6,3° în raport cu ecliptica.